# Harman and Ising
Harman and Ising foi uma empresa de animação americana criada por Hugh Harman e  Rudolf Ising, conhecida por fundar os estúdios de animação da Warner Bros. e Metro-Goldwyn-Mayer.

## História antiga
Harman e Ising trabalharam pela primeira vez em animação no início dos anos 20 no estúdio da Walt Disney em Kansas City. Quando a Disney mudou suas operações para a Califórnia, Harman, Ising e o colega animador Carman Maxwell ficaram para trás para tentar iniciar seu próprio estúdio. Seus planos não deram em nada, no entanto, e os homens logo se juntaram à Disney para trabalhar em seus filmes Alice Comedies e Oswald the Lucky Rabbit. Foi durante esse período que Harman e Ising desenvolveram um estilo de desenho animado que mais tarde seria associado e creditado à Disney.
Quando o produtor Charles Mintz terminou sua associação com a Disney, Harman e Ising foram trabalhar para Mintz, cujo cunhado, George Winkler, montou um novo estúdio de animação para fazer os desenhos de Oswald. Os desenhos de Oswald que Harman e Ising produziram em 1928 e 1929 já mostram seu estilo distinto, que mais tarde caracterizaria seu trabalho nas séries de desenhos animados Looney Tunes e Merrie Melodies da Warner Bros. Por exemplo, em Sick Cylinders (1929) existem sequências que foram posteriormente refeitas muito de perto em esforços da Harman e Ising Warner Bros. como Sinkin 'in the Bathtub (1930) e Bosko's Holiday (1931). Os desenhos de Oswald nos quais Harman e Ising trabalharam são completamente diferentes dos desenhos de Oswald feitos antes e depois da Disney e podem ser facilmente distinguidos por qualquer pessoa familiarizada com seu trabalho. No final de 1929, a Universal Pictures, que detinha os direitos de Oswald, iniciou seu próprio estúdio de animação liderado por Walter Lantz, substituindo Mintz e forçando Harman e Ising a deixar o trabalho.

## Warner Bros. e Van Beuren
Harman e Ising há muito aspiravam a iniciar seu próprio estúdio, e criaram e protegeram os direitos autorais do personagem de desenho animado Bosko em 1928. Depois de perder o emprego no estúdio Winkler, Harman e Ising financiaram um pequeno filme de demonstração da Bosko chamado Bosko, o Talk-Ink Kid. O desenho mostrava Bosko em desacordo com seu animador retratado em ação ao vivo por Rudy Ising; impressionou Leon Schlesinger, que contratou Harman e Ising à Warner Bros. Schlesinger queria que o personagem Bosko estrelasse uma nova série de desenhos animados que ele apelidou de Looney Tunes (o título sendo uma paródia das Silly Symphonies de Walt Disney). A dupla fez Sinkin 'in the Bathtub em 1930, e o desenho animado foi bem. Harman assumiu a direção do Looney Tunes, estrelado pelo personagem, enquanto Ising levou uma série irmã chamada Merrie Melodies, que consistia em histórias e personagens únicos.
Os dois animadores romperam laços com Schlesinger no final de 1933 por causa de disputas orçamentárias com o produtor que vetou suas demandas por orçamentos maiores, e foram ao estúdio Van Beuren, que estava fazendo desenhos animados para a RKO Radio Pictures. Lá, eles receberam um contrato para produzir a série de desenhos animados do Cubby Bear. Harman e Ising produziram dois desenhos animados lançados para esta série, mas estavam no meio de fazer um terceiro desenho animado quando surgiu uma disputa contratual. A dupla deixou Van Beuren, mas manteve o desenho completo e finalmente o lançou na década de 1940.

## Metro-Goldwyn-Mayer
Harman e Ising mantiveram os direitos do personagem Bosko e assinaram um acordo com a Metro-Goldwyn-Mayer para iniciar uma nova série de curtas de Bosko em 1934. Os dois mantiveram a mesma divisão de trabalho que haviam usado na Warner Bros.: Harman trabalhou em curtas do Bosko e Ising dirigiu um episódio. Eles também tentaram, sem sucesso, criar novas estrelas dos desenhos animados para seus novos distribuidores. Seus desenhos, apesar de tecnicamente superiores aos que eles haviam feito para Schlesinger na Warner, ainda eram curtas dirigidos por música com pouco ou nenhum enredo. Quando a nova série Happy Harmonies ficou significativamente acima do orçamento em 1937, a MGM demitiu Harman e Ising e estabeleceu seu próprio estúdio interno, o estúdio de desenho animado Metro-Goldwyn-Mayer, dirigido por Fred Quimby.
Harman e Ising ainda encontraram trabalho na época como freelancers de animação. Harman e Ising emprestaram seus antigos pintores para Walt Disney, enquanto Branca de Neve e os Sete Anões estavam atrasados. Depois, a Disney contratou Harman e Ising para produzir um desenho animado da Silly Symphony, Merbabies, em troca. Disney renegou o acordo que havia feito para que outros dois desenhos animados de Harman-Ising fossem produzidos para o estúdio. Harman e Ising venderam os desenhos para a MGM, e Quimby depois concordou em contratar os animadores de volta ao estúdio. Ising criou o personagem Barney Bear para a MGM neste momento, baseando o personagem de olhos sonolentos parcialmente em si mesmo.
Em 1939, Harman criou sua obra-prima, Paz na Terra, um conto de moral sobre dois esquilos descobrindo os males da humanidade, indicado ao Oscar. No ano seguinte, Ising produziu o primeiro desenho animado de William Hanna e Joseph Barbera, Puss Gets the Boot, um desenho animado com personagens mais tarde conhecidos como Tom e Jerry. Apesar da popularidade de Puss Gets the Boot, a Via Láctea de Ising foi mais bem-sucedida e se tornou o primeiro filme que não era da Disney a ganhar o Oscar. Apesar do sucesso desses e de outros cartuns, a produção da MGM sob Harman e Ising permaneceu baixa.
Em 1941, Harman deixou a MGM e formou um novo estúdio com o veterano da Disney Mel Shaw. Os dois assumiram o antigo estúdio de Ub Iwerks em Beverly Hills, Califórnia, onde criaram filmes de treinamento para o Exército. Em 1942, Ising também deixou a MGM, no seu caso, para se juntar às forças armadas.

## Carreira e legado posteriores
Em 1951, Harman e Ising estavam de volta juntos e fazendo filmes industriais e comerciais, como o filme "Good Wrinkles", de 1951, feito para a indústria de ameixas da Califórnia.
Em 1960, Harman-Ising produziu um episódio piloto para uma série de desenhos animados para TV intitulada The Adventures of Sir Gee Whiz on the Other Side of the Moon. O piloto não vendido para a série nunca produzida foi apresentado no episódio 6 do Cartoon Dump. Rudy Ising era a voz de Sir Gee Whizz.
Embora Harman e Ising tenham contribuído para grande parte do que mais tarde seria conhecido como o estilo Disney, eles foram descartados como meros imitadores. Na realidade, Harman e Ising nunca tentaram imitar a Disney; eles estavam tentando fazer desenhos animados refinados, cuja qualidade brilharia em comparação com o trabalho de outros. Suas repetidas tentativas de fazer desenhos animados de qualidade e sua recusa em ficarem vinculadas a orçamentos levaram a inúmeras disputas com seus produtores. Por causa disso, eles não conseguiram criar nenhum personagem duradouro. Em vez disso, eles criaram estúdios que mais tarde produziriam esses personagens.
Ising e Harman foram retratados no longa-metragem Walt Before Mickey, de David Henrie e Hunter Gomez.